# Georges Weill (Archivar)
Georges Weill (* 31. Januar 1934 in Straßburg; ✡ 14. Juni 2022 in Neuilly-sur-Seine) war ein französischer Archivar und Historiker, speziell für die Geschichte der Juden in Frankreich.

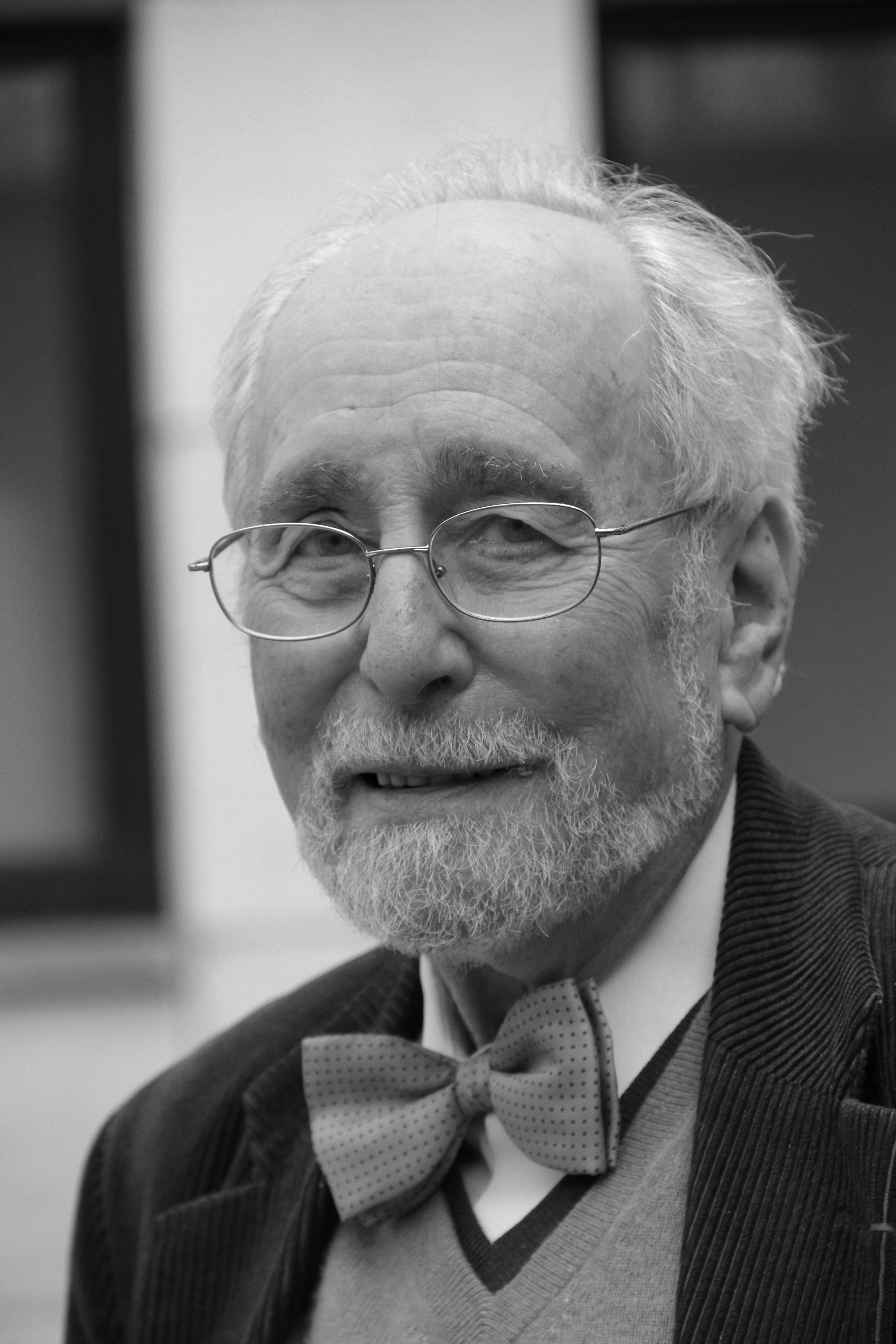
Georges Weill 2013

## Leben und Werk
Als Absolvent der École nationale des chartes beteiligte er sich 1963 zusammen mit Bernhard Blumenkranz und Gérard Nahon an der Gründung der Commission française des Archives Juives (Französische Kommission für jüdische Archive). Von 1958 bis 1989 war er Archivar und dann Kurator der Bibliothek der Alliance Israélite Universelle.
Er war außerdem Archivar des  Consistoire central israélite de France (Zentrales israelitisches Konsistoriums Frankreichs) (1967–1980) und Ehrenpräsident der Société des études juives (Gesellschaft für jüdische Studien). Im Rahmen seiner offiziellen Aufgaben war er ehrenamtlicher Generalkurator für Kulturerbe und Generalinspektor der französischen Archive.

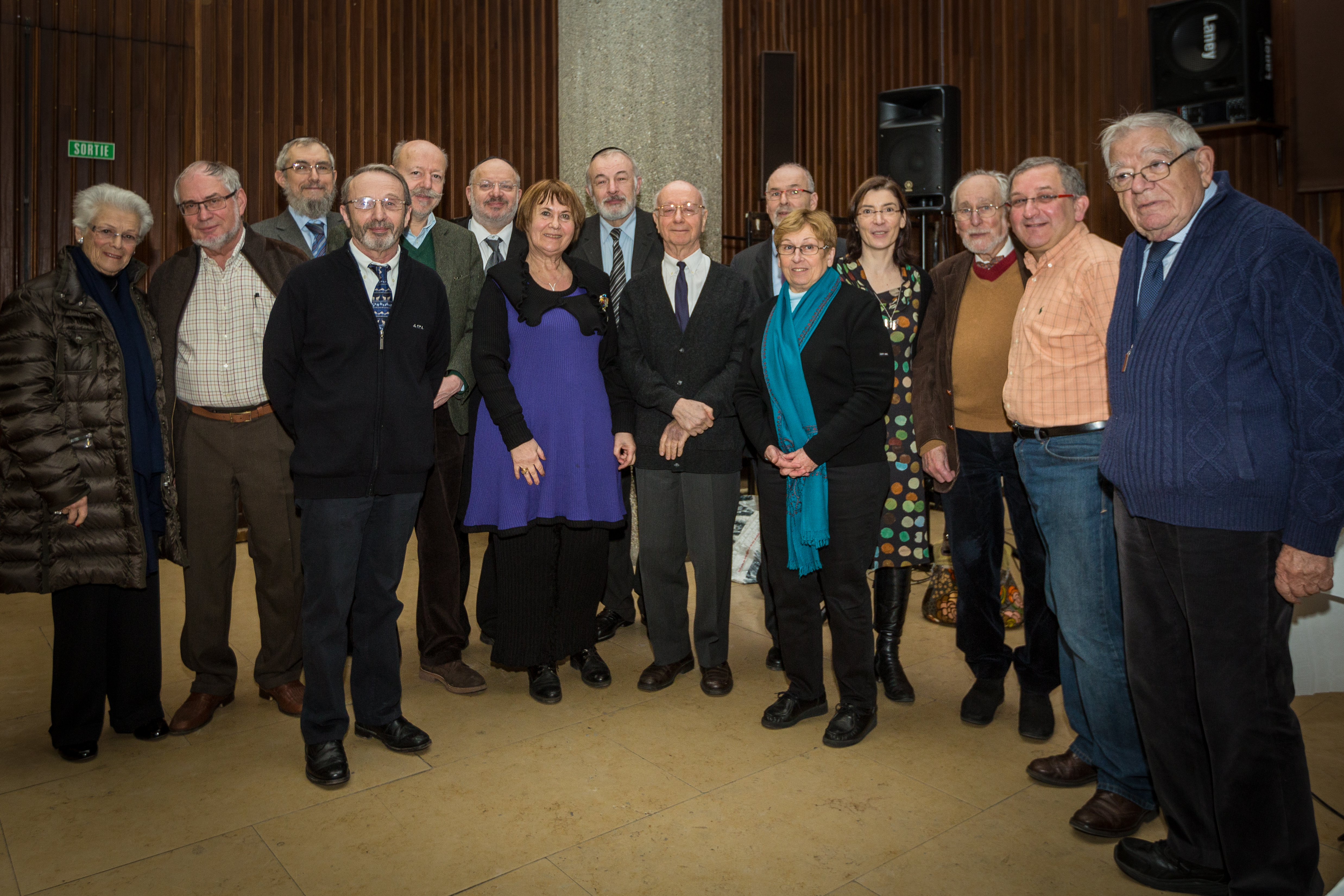
Treffen der Société d’Histoire des Israélites Alsace Lorraine 2014, Georges Weill 3. von Rechts

Er verfasste viele Studien zur Geschichte der Juden in Frankreich und speziell zu Juden im Elsass. Seine Artikel und Berichte wurden insbesondere in der Gazette des Archives, der Revue des Études Juives, der Zeitschrift Archives Juives sowie in Sammelwerken und Konferenzberichten veröffentlicht. Er klassifizierte und erstellte Inventare von rund zwanzig Archivbeständen in Frankreich, Tunesien, Marokko, Iran und Israel.

## Ehrungen
Georges Weill wurde ernannt zum Chevalier de la Légion d’honneur (Ritter der Ehrenlegion) im Jahr 1999, zum Chevalier du Ordre national du Mérite im Jahr 1990 und zum Officier des Ordre des Arts et des Lettres im Jahr 1992.

## Veröffentlichungen (Auswahl)
Nach 
- André Neher, un humaniste juif alsacien, Éditions de l’Éclat, 2011
- Mit Katy Hazan: De l’avant-guerre à l’après-guerre – Dans La résistance aux génocides, Presses de Sciences Po, 2008
- Dans Les relations intercommunautaires juives en méditerranée occidentale, CNRS Éditions, 1984
- À la recherche des archives juives,  Archives Juives Vol. 49, 2016/1
- Espaces réels et espaces imaginaires chez les Juifs d’Alsace du Moyen Âge au XIXe siècle,  Archives Juives Vol. 37, 2004/1
- Recherches sur la démographie des Juifs d’Alsace du XVIe au XVIIIe siècle, Revue des études juives, 1971